# Mijnatun
Mijnatun là một đô thị thuộc tỉnh Aragatsotn, Armenia. Dân số ước tính năm 2011 là 291 người.